# F5 Networks
F5 Networks, inc. es una compañía global que esta especializada en servicios de aplicación y redes de entrega de aplicaciones (ADN). F5 se enfoca en la tecnología para la entrega, seguridad, rendimiento y disponibilidad de aplicaciones web, así como la disponibilidad de servidores, recursos en la nube, dispositivos de almacenamiento de datos, y otros componentes de la red. F5 tiene su sede en Seattle, Washington, con distribución, fabricación y oficinas de marketing/ventas en todo el mundo.
Conocida originalmente por sus productos para balanceo de carga, hoy los productos y línea de servicios de F5 se han expandido a todas las eventos relacionados con la entrega de aplicaciones, incluyendo la carga local balanceada y aceleración, carga global equilibrada(basada en DNS ) y aceleración, seguridad a través de aplicación cortafuegos y aplicaciones de autentificación y acceso a productos, defensa ante ataque DDoS . Las tecnologías de F5 están disponibles para centros de datos y en la nube, incluyendo privados, públicos, y multi-entornos de nube basados en plataformas como AWS, Microsoft Azure, Google Cloud y OpenStack.

## Historia Corporativa
F5 Networks, llamada originalmente F5 Laboratorios, se creó en 1996. El nombre de la compañía estaba inspirado en la película Twister (1996), qué hacia referencia al tornado más rápido y potente en la escala Fujita-Pearson : F5.[cita requerida] 
El primer producto de F5 (lanzado en 1997) era un balanceador de carga llamado BIG-IP. Cuándo un servidor se caía o estaba sobrecargado, BIG-IP dirigía el tráfico fuera de aquel servidor a otros servidores que podían manejar la carga.
En junio de 1999, la compañía salió a bolsa y estuvo listada en la bolsa de NASDAQ con símbolo FFIV.
En 2010 y 2011, F5 Networks estuvo en la lista Fortuna de las 100 Compañías de Mayor Crecimiento. La compañía estuvo también clasificada como una de las diez acciones con mejor rendimiento por S&P 500 en 2010.
F5 fue también nombrada Mejor Sitio para Trabajar en trabajos en línea y recruiting site Glassdoor en 2015 y 2016.